# Refugio de Schönbiel

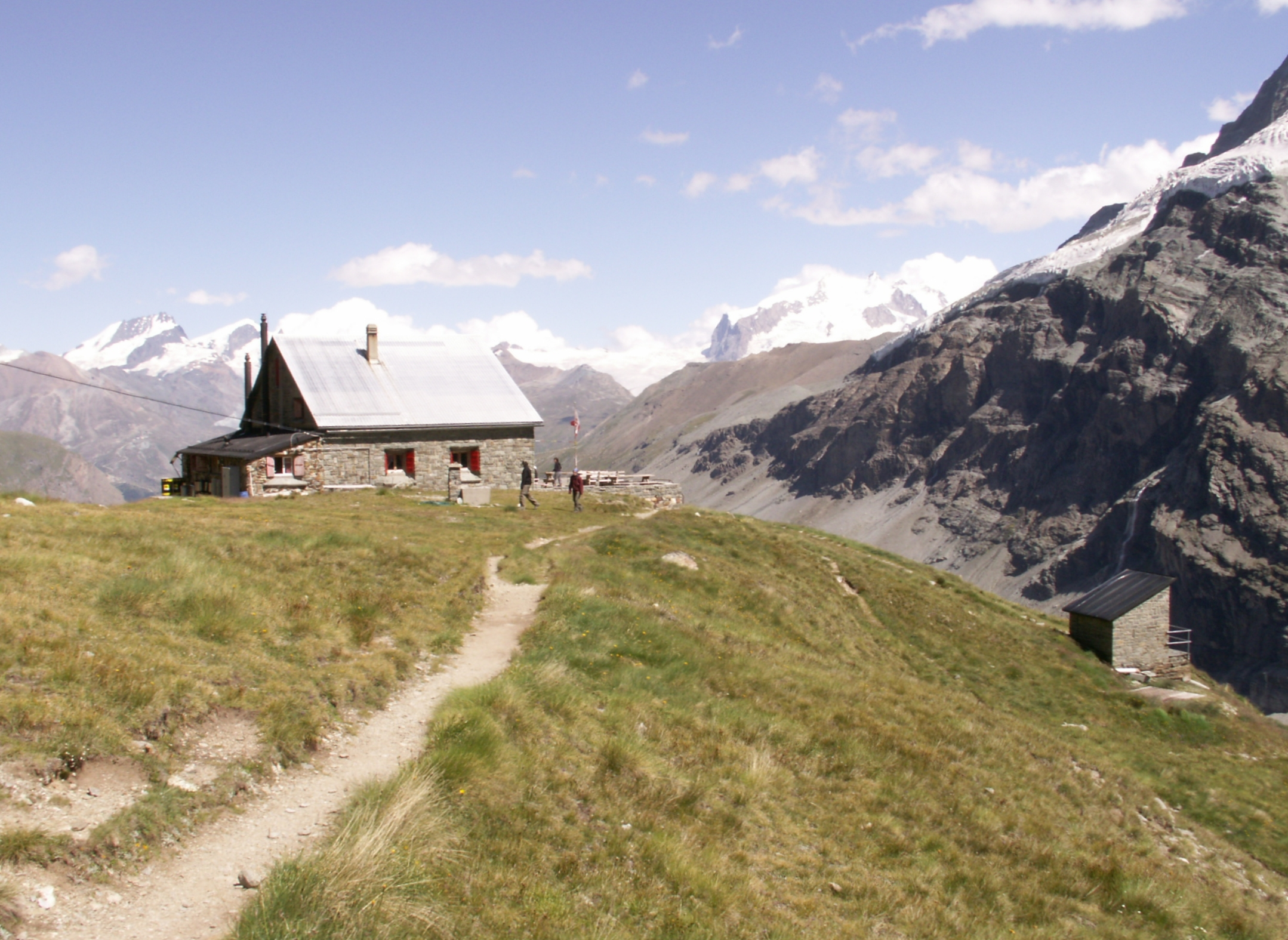
El refugio de Schönbiel en verano

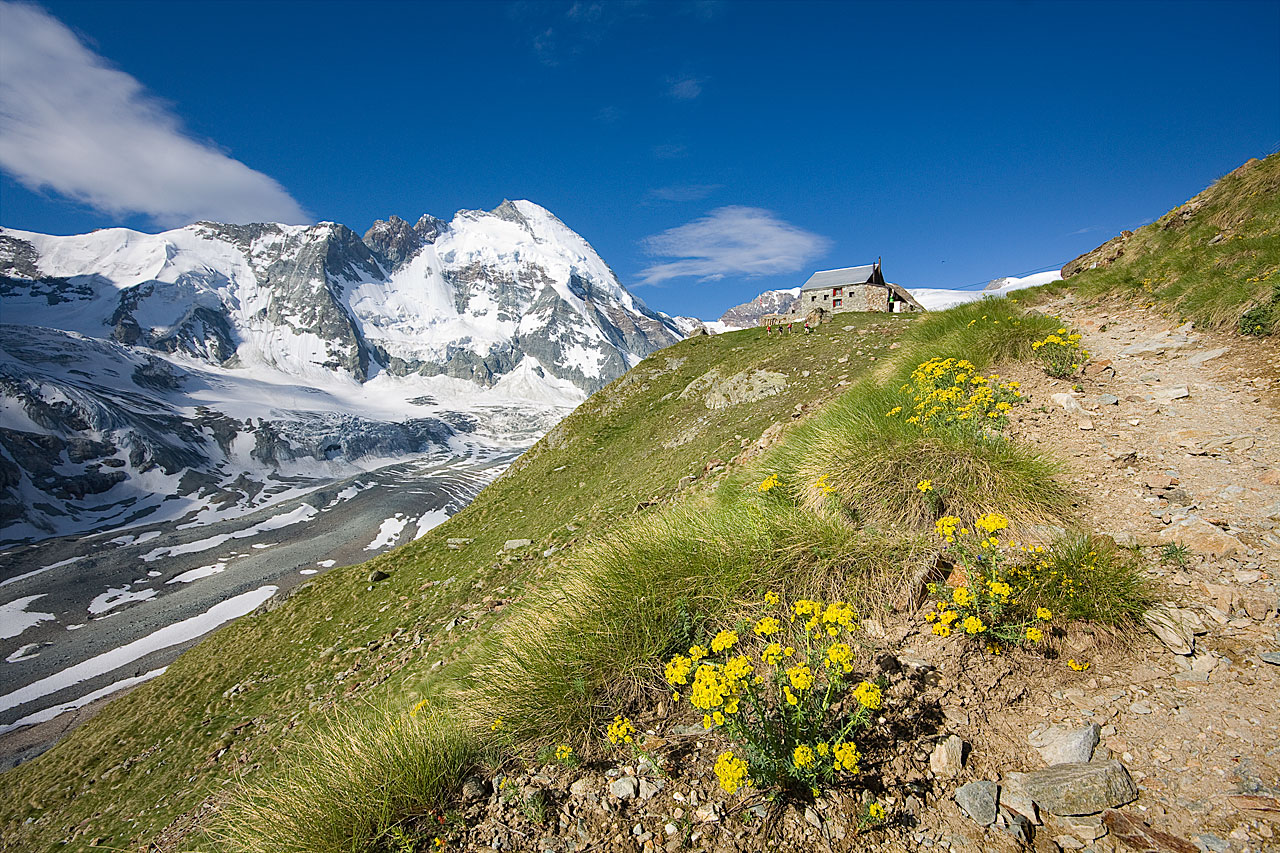
El refugio de Schönbiel con el Dent d'Hérens al fondo

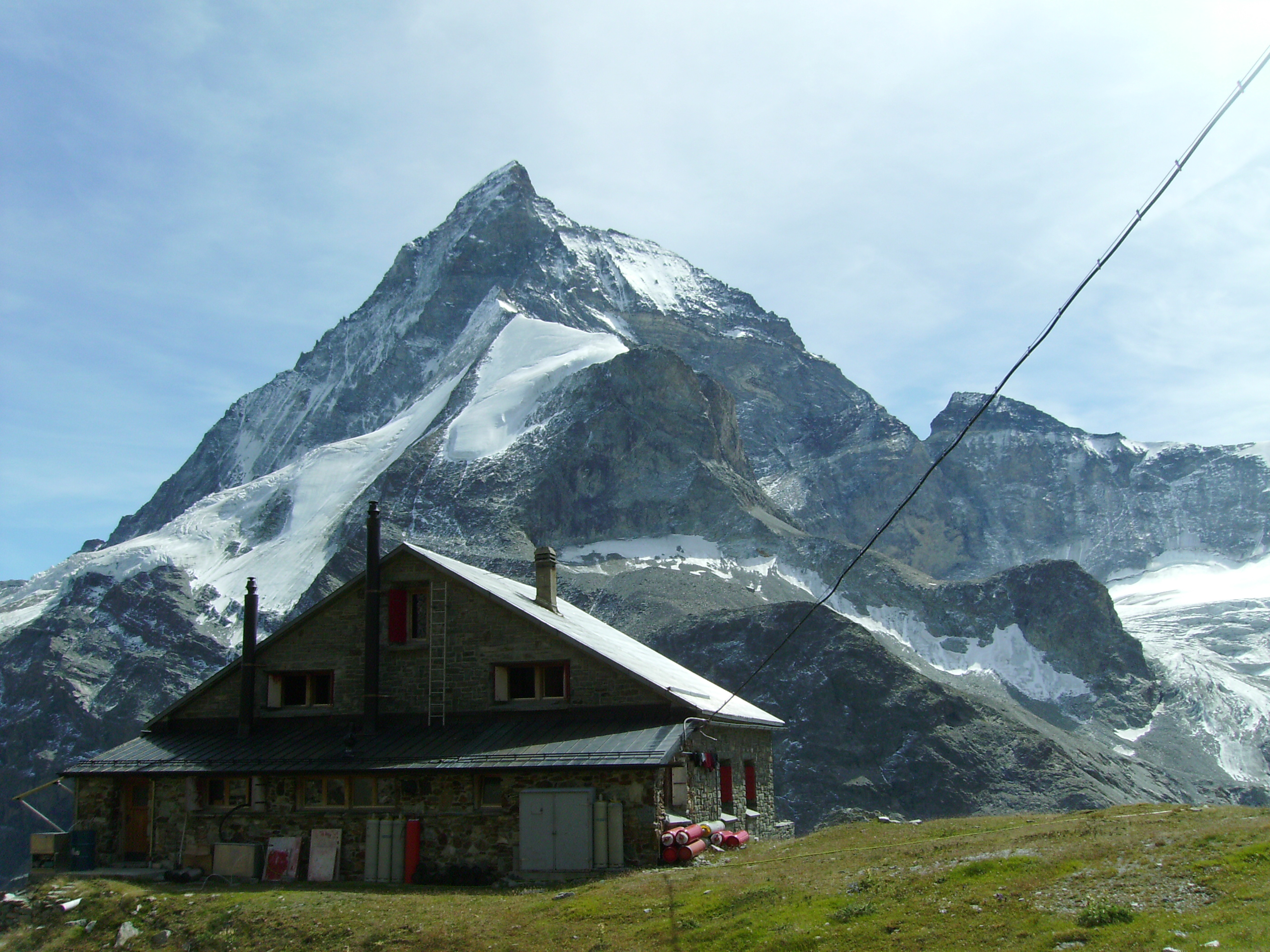
Refugio Schönbiel

El Refugio de Schönbiel es una cabaña refugio de los Alpes Suizos. Se ubica en un saliente montañoso frente al Cervino, cerca de Zermatt, a una altitud de 2694 m. Pertenece a la sección de Sion del Club Alpino Suizo.
Es la última posibilidad de alojarse antes de llegar a Zermatt, siguiendo la Haute Route.

## Historia
El refugio de montaña Stockje (36 plazas) fue el precursor del actual refugio Schönbiel. Se construyó en 1875 y lo destruyó un alud en 1890. En 1909 se construyó un nuevo refugio de tamaño algo mayor. Edward Whymper, el primer alpinista en coronar el Cervino estuvo presente en su inauguración. En 1955 se remodeló y modernizó.

## Accesos
El ascenso al refugio parte de la estación del funicular de la Laguna Negra (Zermatt) (Schwarzseebahn) (2583 m), junto a la laguna del mismo nombre. Desde allí se llega en unas 2h 30'. Si se parte de Zermatt, el ascenso dura unas 4h.

## Ascensiones
Desde el refugio es posible iniciar las siguientes ascesiones:
- Schönbielhorn (3472 m)
- Dent Blanche (4357 m)
- Dent d'Hérens (4171 m),
- Cervino (cara Zmutt) (4478 m),
- Pointe de Zinal (3791 m)
- Ober Gabelhorn (cara Arben) (4063 m)